# آرماند گرا
آرماند گرا (اسپانیایی: Armand Guerra‎؛ ۱۸۸۶–۱۹۳۹) کارگردان فیلم، تهیه‌کننده فیلم و آنارشیست اهل اسپانیا بود.
او در دوران انقلاب اکتبر در روسیه و مدتی نیز جمهوری وایمار می‌زیست.
از فیلم‌هایی که وی در آن‌ها نقش داشته‌است، می‌توان به «لوئیس کانلاس یا راهزنان مادرید» و «کالبد ددمنشان» اشاره نمود.